# Norbert Rivasz-Tóth
Norbert Rivasz-Tóth (né le 6 mai 1996) est un athlète hongrois, spécialiste du lancer du javelot.

## Carrière
Le 15 juillet 2017, il bat le record national en 83,08 m à Bydgoszcz pour remporter le titre de champion d'Europe espoir, en battant notamment Ioánnis Kiriazís et Andrian Mardare.
Il termine 2e en catégorie espoirs de la Coupe d'Europe des lancers 2018.

## Records
| Épreuve           | Performance | Lieu | Date           |
| ----------------- | ----------- | ---- | -------------- |
| Lancer du javelot | 83,42 m     | Doha | 5 octobre 2019 |